# Spodnja Selnica
Spodnja Selnica este o localitate din comuna Selnica ob Dravi, Slovenia, cu o populație de 137 de locuitori.